# Máximo Diego Pujol
Máximo Diego Pujol (Buenos Aires, 1957) è un compositore e chitarrista argentino.
All'età di otto anni inizia a suonare una vecchia chitarra appartenuta al padre, mostrando subito talento per lo strumento e anche nelle sue prime composizioni. Ha studiato con vari maestri argentini, fra cui anche Abel Carlevaro. Finite le scuole secondarie si iscrive al Conservatorio “Juan José Castro” di Buenos Aires. Oltre a chitarra, studia armonia e composizione sotto la guida di Leónidas Arnedo. Col tempo si indirizza con maggiore decisione verso l'attività di compositore, e vince numerosi concorsi nazionali e internazionali (come il "Carrefour Mondial de la Guitare" nel 1986) per le sue opere originali.
Le composizioni di Pujol sono molto influenzate dalla musica popolare argentina e in particolare dalle opere di Astor Piazzolla. Il suo lavoro si è indirizzato soprattutto alla ricerca di una sintesi fra gli elementi ritmici di danze come tango e milonga e il caratteristico vocabolario musicale - e in particolar modo chitarristico - delle opere di latino-americani quali Heitor Villa-Lobos e Leo Brouwer.

## Registrazioni
- "Máximo Pujol Trío" - Acqua Records, 2011
- "A mi viejo" - Acqua Records, 2009
- "Piazzolla en seis cuerdas" - Acqua Records, 2009
- "Historias Sin Palabras; Color Sepia; Torino" - Brillant Classics, 2011